# Gmina Strzelce Opolskie
Die Gemeinde Groß Strehlitz (polnisch Gmina Strzelce Opolskie) ist eine Stadt- und Landgemeinde im Powiat Strzelecki der Woiwodschaft Opole in Polen. Die Gemeinde hat etwa 33.000 Einwohner, ihr Sitz ist die gleichnamige Stadt mit über 18.000 Einwohnern. 
Die Gemeinde ist zweisprachig polnisch und deutsch.

## Geographie
Die Gemeinde liegt im Osten der Woiwodschaft Oppeln und im mittleren Oberschlesien. Die Gemeinde liegt in der Mitte des Powiats und östlich von Oppeln. Die Gemeinde grenzt im Osten an die Woiwodschaft Schlesien.

### Fläche
Die Gemeindefläche der Gemeinde Strzelce Opolskie beträgt 202,35 km², davon sind 59 % Landwirtschaftsflächen und 30 % Waldflächen. Die Gemeinde nimmt 27 Prozent der Fläche des Powiats ein.

### Nachbargemeinden
Die Gemeinde Strzelce Opolskie grenzt an die Gemeinden Gogolin, Izbicko, Jemielnica, Leschnitz, Kolonowskie, Krapkowice, Toszek, Ujazd und Zdzieszowice.

## Gliederung
In der Stadt-und-Land-Gemeindebefinden sich folgende Orte:

### Städte
- Strzelce Opolskie (Groß Strehlitz)

#### Stadtteile
Stadtteile von Strzelce Opolskie mit Schulzenamt:
- Adamowice (Adamowitz)
- Farska Kolonia (Kolonie Adamowitz)
- Mokre Łany (Mokrolohna)
- Nowa Wieś (Neudorf)
- Suche Łany (Sucholohna)

### Weitere Orte
- Błotnica Strzelecka (Blottnitz)
- Brzezina (Bresina)
- Dziewkowice (Schewkowitz)
- Grodzisko (Grodisko)
- Jendrin (Jędrynie)
- Kadłub (Kadlub)
- Kadłubski Piec (Hochofen)
- Kalinowice (Kalinowitz)
- Kalinów (Kalinow)
- Ligota Dolna (Nieder Ellguth)
- Ligota Górna (Ober Ellguth)
- Niwki (Niewke)
- Osiek (Oschiek)
- Płużnica Wielka (Groß Pluschnitz)
- Rozmierka (Rosmierka)
- Rosmierz (Rozmierz)
- Rożniątów (Rosniontau)
- Strzelce Opolskie (Groß Strehlitz)
- Sucha (Suchau)
- Szczepanek (Stephanshain)
- Szymiszów (Schimischow)
- Warmuntowitz (Warmątowice)

Daneben umfasst die Gemeinde einige weitere Weiler ohne Schulzenämter (sołectwo), wie Biadacz (Reilshof, auch Groszów genannt, Ortsteil von Rożniątów), Dołki (Ortsteil von Grodzisko), Kasztal (Ortsteil von Osiek) und Poręba (Poremba; 1936–45: Hermannshof, Ortsteil von Płużnica Wielka).

## Politik

### Bürgermeister
Die Verwaltung wird von einem Bürgermeister geleitet, der von der Bevölkerung direkt gewählt wird. Bisher war die Tadeusz Goc, der 2024 nicht mehr kandidierte. Die Bürgermeisterwahl 2024 führte zu folgendem Ergebnis:
- Jan Wróblewski (Koalicja Obywatelska) 49,1 % der Stimmen
- Henryk Rudner (Schlesische Kommunalverwaltung) 29,1 % der Stimmen
- Waldemar Piontek (Wahlkomitee Strzelce Land) 21,8 % der Stimmen

Damit wurde Wróblewski bereits im ersten Wahlgang zum neuen Bürgermeister gewählt.
Die Bürgermeisterwahl 2018 führte zu folgendem Ergebnis:
- Tadeusz Goc (Wahlkomitee Strzelce Land) 51,6 % der Stimmen
- Henryk Rudner (Wahlkomitee Deutsche Minderheit) 31,4 % der Stimmen
- Jan Chabraszewski (Prawo i Sprawiedliwość) 17,1 % der Stimmen

Damit wurde Goc bereits im ersten Wahlgang als Bürgermeister wiedergewählt.

### Gemeinderat
Am selben Tag wie die Bürgermeisterwahl findet die Wahl des 21 Mitglieder umfassenden Gemeinderats statt. Die Wahl 2024 brachte folgendes Ergebnis:
- Koalicja Obywatelska (KO) 34,1 % der Stimmen, 8 Sitze
- Wahlkomitee Strzelce Land 26,0 % der Stimmen, 6 Sitze
- Schlesische Kommunalverwaltung (Deutsche Minderheit) 19,8 % der Stimmen, 4 Sitze
- Prawo i Sprawiedliwość (PiS) 10,8 % der Stimmen, 2 Sitze
- Wahlkomitee „Wir arbeiten“ 9,3 % der Stimmen, 1 Sitz

Die Wahl 2018 brachte folgendes Ergebnis:
- Wahlkomitee Strzelce Land 41,3 % der Stimmen, 11 Sitze
- Wahlkomitee Deutsche Minderheit 19,9 % der Stimmen, 4 Sitze
- Koalicja Obywatelska (KO) 17,7 % der Stimmen, 3 Sitze
- Prawo i Sprawiedliwość (PiS) 12,7 % der Stimmen, 2 Sitze
- Sojusz Lewicy Demokratycznej (SLD) / Lewica Razem (Razem) 8,4 % der Stimmen, 1 Sitz

## Bevölkerung
Laut Volkszählung von 2002 leben in der Gemeinde Strzelce Opolskie neben der polnischen Bevölkerung 13,6 % mit deutscher Nationalität und 4,7 % gaben die schlesische Nationalität an.

## Sonstiges
Seit 1988 führt die Berufsschule der Stadt regelmäßige Schüleraustausche mit dem Erich-Kästner-Gymnasium in Eislingen durch.